# Jean-Claude Vanden Eynden
 (septembre 2014).
Si vous disposez d'ouvrages ou d'articles de référence ou si vous connaissez des sites web de qualité traitant du thème abordé ici, merci de compléter l'article en donnant les références utiles à sa vérifiabilité et en les liant à la section « Notes et références ».
Le chevalier Jean-Claude Vanden Eynden est un pianiste belge né à Bruxelles le 26 août 1947.

## Biographie
Très jeune, Jean-Claude Vanden Eynden fréquente le Conservatoire royal de Bruxelles où son professeur de piano est Eduardo Del Pueyo. En 1964, à l'âge de seize ans, il remporte le troisième prix du prestigieux Concours Reine Élisabeth.
Il a ensuite été invité à interpréter des concertos, accompagné entre autres par l'Orchestre symphonique de Saint-Pétersbourg, le Royal Philharmonic Orchestra,l'Orchestre national de Belgique, l’Orchestre de la Radio-Télévision Luxembourgeoise (RTL), le Residentie Orkest de La Haye, I Fiamminghi, l’Orchestre Franz Liszt de Budapest et bien d’autres. 
Jean-Claude Vanden Eynden, dont le répertoire musical est très vaste, se produit également dans le domaine de la musique de chambre avec des partenaires tels que José Van Dam, Augustin Dumay, Miriam Fried, Silvia Marcovici, Gérard Caussé, Michaela Martin, Walter Boeykens, Frans Helmerson, le quatuor Ysaÿe, le quatuor Melos, le quatuor Enesco.
On lui doit notamment l’enregistrement d’une intégrale de l'œuvre pour piano seul de Maurice Ravel; des concertos de Grieg et d'Arthur De Greef (premier enregistrement mondial) ainsi que de Richard Addinsell et Didier Van Damme (Sony Masterworks); de la Sonate pour violon et piano de Guillaume Lekeu ainsi que des sonates et trio pour clarinette de Brahms (grand prix du disque Caecilia).
Jean-Claude Vanden Eynden fait régulièrement partie du jury du Concours Reine Élisabeth de même que de ceux d'autres grands concours internationaux. Sa participation à différents festivals est à chaque fois très remarquée : Korsholm (Finlande), Prades et La Chaise-Dieu (France), Umea (Suède), et Stavelot (Belgique), festival duquel il est conseiller artistique depuis de nombreuses années.
Soliste de réputation internationale, Jean-Claude Vanden Eynden est conjointement un professeur « grand format ». Il prodigue son enseignement au Conservatoire royal de Bruxelles ainsi qu’à la Chapelle musicale Reine Élisabeth. Quelques-uns de ses anciens élèves ont acquis une enviable notoriété.
Jean-Claude Vanden Eynden est également directeur artistique du Centre européen de maîtrise pianistique Eduardo Del Pueyo.

## Décoration
- Chevalier de l'ordre de la Couronne